# Jüdischer Friedhof (Hoerstgen)
Der Jüdische Friedhof Hoerstgen befindet sich im Ortsteil Hoerstgen der Stadt Kamp-Lintfort im Kreis Wesel in Nordrhein-Westfalen.
Als jüdischer Friedhof ist er ein Baudenkmal und unter der Denkmalnummer 40 in der Denkmalliste eingetragen. Auf dem Friedhof in der Breitenwegsallee, der von 1808 bis zum Jahr 1936 belegt wurde, sind 29 Grabsteine erhalten. 